# Model (Mazovië)
Model is een dorp in het Poolse woiwodschap Mazovië, in het district Gostyniński. De plaats maakt deel uit van de gemeente Pacyna.